# Narbolia
Narbolia es una localidad italiana de la provincia de Oristán, región de Cerdeña,  con 1.804 habitantes.

## Territorio
El pueblo se encuentra en el borde con el "Campidano di Oristano" y a los pies de los montes del Montiferru, a 18 km desde la capital provincial Oristano, muy cerca de la maravillosas playas del Sinis.
Su territorio alcanza la máxima altitud de 475 metros en el Monte Rassu, en el pico llamado "Sa Rocca Manna", la Roca Grande.

## Evolución demográfica
| Gráfica de evolución demográfica de Narbolia entre 1861 y 2001 |
|                                                                |
| Fuente ISTAT - elaboración gráfica de Wikipedia                |